# Савердён
Савердё́н (фр. Saverdun, окс. Sabardu) — коммуна во Франции, находится в регионе Юг — Пиренеи. Департамент коммуны — Арьеж. Административный центр кантона Савердён. Округ коммуны — Памье.
Код INSEE коммуны — 09282.

## Население
Население коммуны на 2008 год составляло 4435 человек.
| 1962 | 1968 | 1975 | 1982 | 1990 | 1999 | 2008 |
| ---- | ---- | ---- | ---- | ---- | ---- | ---- |
| 3447 | 3916 | 3969 | 3639 | 3568 | 3589 | 4435 |

## Экономика

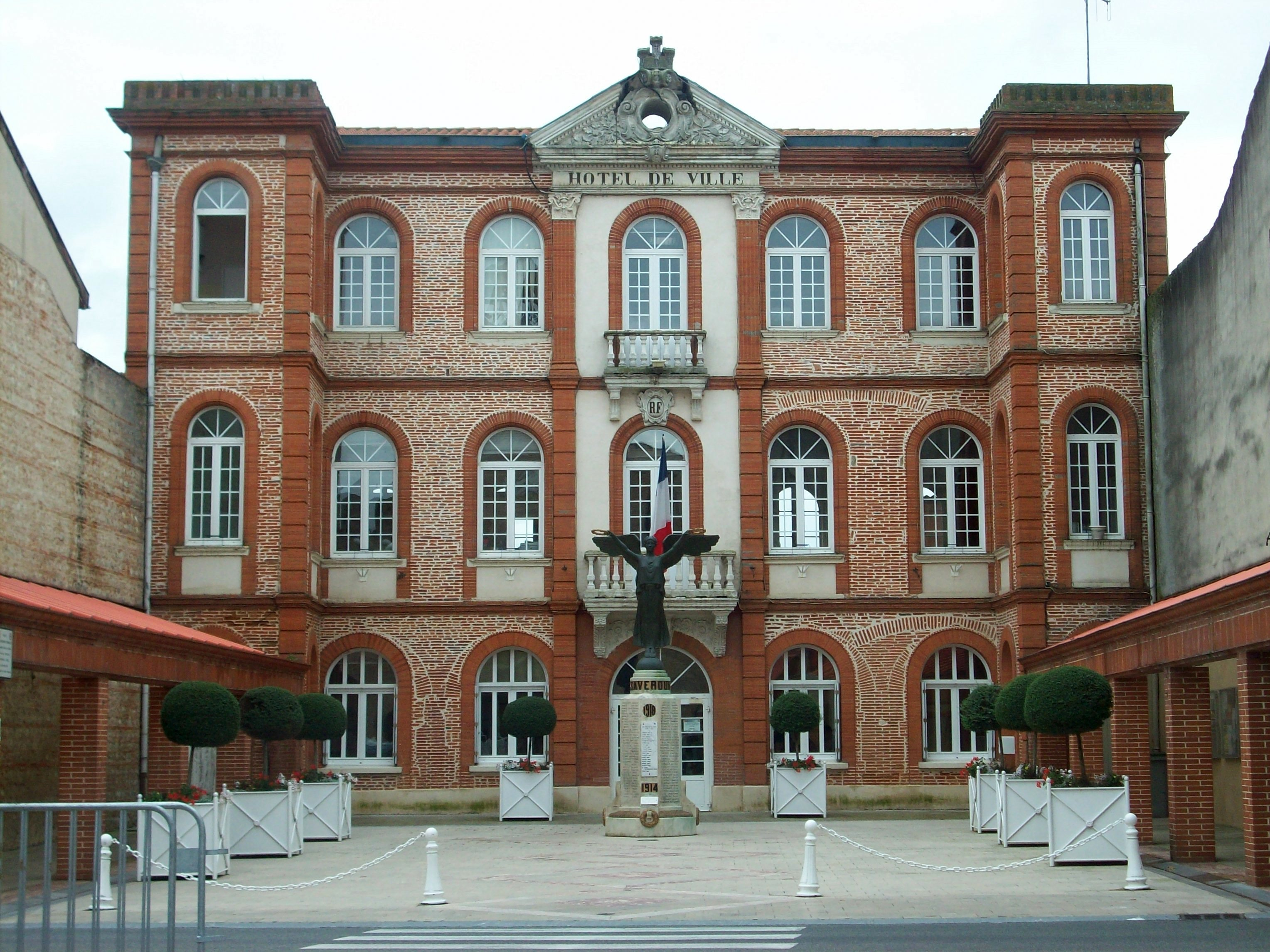
Мэрия

В 2007 году среди 2642 человек в трудоспособном возрасте (15—64 лет) 1947 были экономически активными, 695 — неактивными (показатель активности — 73,7 %, в 1999 году было 69,2 %). Из 1947 активных работали 1718 человек (952 мужчины и 766 женщин), безработных было 229 (77 мужчин и 152 женщины). Среди 695 неактивных 250 человек были учащимися или студентами, 214 — пенсионерами, 231 были неактивными по другим причинам.

## Известные уроженцы
- Жак Фурнье (ок. 1285—1342), избран папой римским в Авиньоне в 1334 году под именем Бенедикт XII.

## Интересные факты
- Савердён дал своё имя бывшему городу Вердён[англ.] (Квебек, Канада), ныне району Монреаля, который был основан в 1671 году Зэкари Дюпюи, уроженцем Савердёна.